# The Regents
The Regents était un groupe américain de doo-wop vocal venu de New York, actif de la fin des années 1950 au début des années 1960.
Ils sont surtout connus pour avoir écrit et enregistré le tube Barbara Ann en 1961, qui fut 13e dans les charts (le Billboard Hot 100) puis 2e grâce à la reprise effectuée par les Beach Boys en 1965 dans leur album Beach Boys' Party!. Ils eurent un second succès avec Runaround qui se place 28e dans les charts en 1961.

## Membres originaux
- Ernie Maresca
- Chuck Fassert (le frère de l'auteur de Barbara Ann, Fred Fassert)
- Guy Villari
- Sal Cuomo

## Biographie
Un groupe dénommé The Monterays a été créé en 1957.  Il était composé de Villari, Cuomo, Fassert et Ernie Maresca (qui rencontrera le succès par la suite avec le titre Shout, Shout - Knock Yourself Out, et composa notamment Runaround pour The Regents et The Wanderer enregistré par Dion).
Le groupe The Regents se forma à New York en 1959. Les membres du groupe étaient composés de Guy Villari avec Sal Cuomo et Chuck Fassert au chant, Tony Gravagna au saxophone et Don Jacobucci à la basse.
(reste la fin à traduire)